# بخش لیپیس
لیپیس (به لاتین: Lipis) یک سکونتگاه مسکونی در مالزی است که در پاهانگ واقع شده‌است.